# クジラ湾

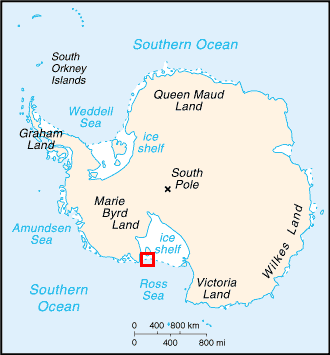
クジラ湾の位置

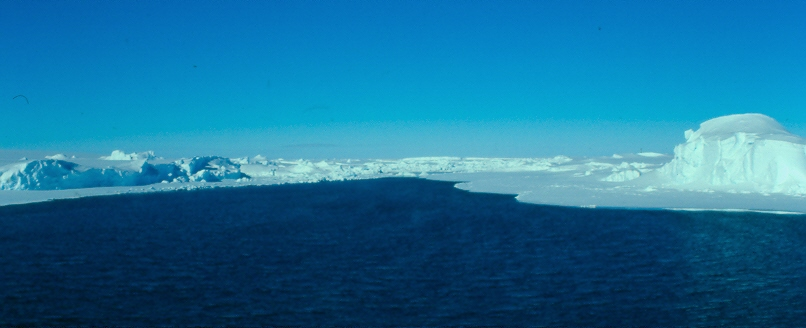
クジラ湾

クジラ湾(Bay of Whales)は南極・ロス棚氷にある湾。ロス棚氷の北東部にあり、南緯78度30分0秒 西経164度20分0秒 / 南緯78.50000度 西経164.33333度座標: 南緯78度30分0秒 西経164度20分0秒 / 南緯78.50000度 西経164.33333度に位置する。
氷で囲まれた湾であり、上陸適地となっている。そのため、1911年にロアール・アムンセン、1912年に白瀬矗、1920年代以降はリチャード・バードがこの地を利用している。上陸適地となった理由については、1934年にバードが二つの氷の流路の接合点であることと、ルーズベルト島の存在が影響していることを明らかにした。
なお、湾の名称はアーネスト・シャクルトンが1908年にニムロッド号でここを探検し、多数のクジラを観察したことにちなむ。また、白瀬矗も海面を埋め尽くすシロナガスクジラの様子を記録している。